# Cheo Feliciano
Cheo Feliciano, nome alla nascita José Luis Feliciano Vega, (Ponce, 3 luglio 1935 – San Juan, 17 aprile 2014), è stato un cantante, cantautore e musicista portoricano di salsa e bolero. Feliciano era il proprietario della sua compagnia di registrazione "Coche Records". È stato il primo cantante tropicale ad esibirsi al "Teatro Amira de la Rosa" di Barranquilla, in Colombia e nel 1987 ha interpretato il ruolo del padre di Roberto Clemente nel musical Clemente.

## Biografia

### Primi anni
Cheo Feliciano, nome alla nascita José Luis Feliciano Vega, nacque a Ponce, Porto Rico, dove crebbe e fu educato. I suoi genitori erano Prudencio Feliciano e Crescencia Vega. Da bambino veniva chiamato "Cheo" dalla sua famiglia, una versione colloquiale del suo nome José, normalmente usata da amici intimi e familiari. Sennonché il nome si consolidò e divenne parte del suo nome di tutti i giorni. Inoltre usando il soprannome si evita la confusione con José Feliciano, un altro importante cantante portoricano a cui non è correlato. In giovane età fu influenzato dalla musica bolero del Trio Los Panchos. Quando aveva solo otto anni formò il suo primo gruppo con i suoi amici e lo chiamò "El Combo Las Latas". Erano così poveri che i loro strumenti musicali erano fatti di lattine. Dopo aver terminato gli studi primari, Feliciano frequentò la Escuela Libre de Música Juan Morel Campos a Ponce, dove studiò percussioni.

### Carriera musicale e debutto nel canto
Nel 1952, Feliciano si trasferì con la sua famiglia a New York City e si stabilì a East Harlem. Qui fece l'audizione come percussionista nel gruppo "Ciro Rimac's Review", che gli offrì il suo primo lavoro come musicista professionista. Il bandleader Tito Rodríguez ascoltò Feliciano suonare e gli offrì un lavoro nella sua orchestra. Accettò, ma dopo aver suonato per qualche tempo con Tito, lasciò la band per suonare la conga per Luis Cruz. Nonostante la falsa partenza rimase sempre in rapporti amichevoli con Tito. Feliciano fu anche il percussionista per l'orchestra Kako y su Trabuco. Fece anche il roadie per Mon Rivera.
Nel 1955 Rodríguez scoprì che Joe Cuba aveva bisogno di un cantante per il suo sestetto. Consapevole che Feliciano era anche un cantante di talento, raccomandò a Cuba di provarlo per il posto. Feliciano fece un'audizione e diventò un vocalista per il Joe Cuba Sextet. Era raro trovare un baritono tra i cantanti di salsa e la sua voce profonda e lo spirito arguto come improvvisatore lo resero un favorito del pubblico latinoamericano.
Il 5 ottobre 1957 Feliciano debuttò come cantante professionista con il Joe Cuba Sextet, cantando la canzone Perfidia. Rimase con il sestetto per 10 anni. Nel 1967 entrò nell'Orchestra di Eddie Palmieri e cantò per loro per due anni. Tuttavia nello stesso periodo iniziò a usare droghe, a 21 anni. La sua crescente dipendenza lo portò all'eroina, che a sua volta minacciò la sua vita e la sua carriera. Decise di abbandonare la droga bruscamente e alla fine entrò nel centro di riabilitazione di Porto Rico, Hogares CREA. Feliciano attribuisce a Tite Curet Alonso, l'autore della maggior parte dei suoi successi e suo migliore amico, il merito di averlo spinto alla riabilitazione. Di conseguenza diventò un veemente portavoce contro la droga, che si offriva volontario per aiutare nella riabilitazione di altri artisti della salsa che caduti preda della tossicodipendenza.

### Ritorno alla musica
Nel 1971 Feliciano tornò alla musica con l'album Cheo, la sua prima registrazione da solista. L'album, che comprendeva le composizioni dell'amica di Feliciano Tite Curet, batté tutti i record di vendita nel mercato musicale latino.
L'album comprendeva:
- "Anacaona" e
- "Mi Triste Problema"

Durante gli anni '70 Feliciano registrò quindici album per la Fania Record Co. e ebbe successi con Amada Mia e Juan Albañil. Registrò anche uno dei suoi primi album di musica bolero intitolato La Voz Sensual de Cheo. L'album fu registrato in Argentina, con una band diretta da Jorge Calandrelli. Feliciano partecipò anche alla prima opera di salsa Hommy.
Nel 1982 Feliciano fondò la sua casa discografica chiamata "Coche Records". Nel 1984 fu onorato da artisti come Rubén Blades e Joe Cuba in un concerto intitolato Tribute to Cheo Feliciano. L'anno successivo divenne il primo cantante tropicale ad esibirsi al Teatro Amira de la Rosa a Barranquilla, Colombia. Nel 1987 interpretò il ruolo del padre di Roberto Clemente nel musical Clemente. Feliciano divenne anche una star in Spagna ed era un fedelissimo del Carnevale di Tenerife. Cantò anche allEsposizione Universale del 1992 a Siviglia.
Nel 1990 Feliciano registrò un altro album di musica bolero, intitolato Los Feelings de Cheo. Ha anche viaggiato in tutta Europa, Giappone, Africa e Sud America. In Venezuela ha avuto un incontro con Eddie Palmieri. Nel 1995 Feliciano vinse un Platinum Record Award per "La Combinación Perfecta".
Nel 2000 Feliciano registrò Una Voz, Mil Recuerdos come tributo a vari cantanti portoricani. L'album è stato elencato tra le 20 registrazioni eccezionali dell'anno dalla Fondazione Nazionale della Cultura Popolare di Porto Rico. Nel 2002 registrò Cheo en la Intimidad. Nel 2012 Feliciano e Ruben Blades pubblicarono un album in collaborazione intitolato Eba Say Aja in cui entrambi gli artisti si esibirono reciprocamente nelle canzoni registrate in precedenza. Nello stesso anno Feliciano entrò a far parte del gruppo di Sergio George chiamato Salsa Giants con il quale era in tournée al momento della sua morte. Feliciano era molto attivo e continuò a viaggiare e ad esibirsi in tutto il mondo fino all'ultimo giorno.

### Vita privata
Feliciano conobbe Socorro "Cocó" Prieto León a New York, quando lei aveva solo 15 anni. 
Si sposarono il 5 ottobre 1958 ed ebbero quattro figli assieme.
Feliciano dedicò il suo album del 1993, Motivos, a sua moglie.

#### Salute
Nel giugno 2013 Feliciano confermò di soffrire di cancro al fegato e che era già sottoposto ad un trattamento di chemioterapia. I medici scoprirono la malattia mentre lo stavano trattando per una spalla lussata. All'inizio del 2014 Feliciano proclamò di essere "libero dal cancro".

### Morte
Feliciano Vega morì nelle prime ore del 17 aprile 2014 in un incidente automobilistico che coinvolse solo lui, sull'autostrada 176 nel barrio di San Juan a Cupey, dopo aver perso il controllo del suo veicolo e aver colpito un palo di cemento. Sua moglie, Coco, disse ai giornalisti che Feliciano non amava indossare la cintura di sicurezza. Il governatore di Porto Rico Alejandro Garcia Padilla dichiarò tre giorni di lutto.
Un servizio commemorativo in onore di Feliciano si svolse presso il Roberto Clemente Coliseum a San Juan il 10 aprile 2014. Al servizio parteciparono migliaia di persone provenienti da tutta l'isola. Molti colleghi artisti resero omaggio a Feliciano con le canzoni e vegliando la bara di Feliciano. Erano presenti artisti e gruppi come Danny Rivera, José Nogueras, Fania All-Stars, Gilberto Santa Rosa, Rubén Blades, Víctor Manuelle, Andy Montañez, Tito Nieves e altri. Il giorno seguente il suo corpo fu portato nella città di Ponce, dove era nato. Un servizio pubblico si svolse presso il Ponce Convention Center, diretto dal governatore Alejandro García Padilla e dal sindaco María "Mayita" Meléndez. Dopo ciò si tenne una cerimonia privata per la famiglia e gli amici intimi all'interno del Cimitero de La Piedad. Sebbene all'inizio il pubblico non fosse autorizzato all'ingresso, i cancelli furono aperti una volta che la famiglia ebbe terminato la propria commemorazione.
Le ultime volontà di Feliciano erano di essere seppellito al Panteón Nacional Román Baldorioty de Castro. Il Dipartimento della Salute di Porto Rico non permette sepolture al Panteon, ma l'interramento dei resti è permesso dopo cinque anni. Il sindaco di Ponce Maria Melendez dichiarò che avrebbe emesso un ordine comunale per trasferire i resti di Feliciano al Panteon, se possibile dopo un anno.

## Influenze
Per tutta la sua carriera Feliciano è stato riconosciuto come un pioniere nel genere salsa e molti artisti lo consideravano influente. Gilberto Santa Rosa, Ruben Blades, Alex D'Castro, Jerry Rivas (di El Gran Combo) e il suo amico Gerardo (di NG2) sono tra i cantanti che indicano Feliciano come un'influenza importante. Rivas si riferiva a lui come "la mia ispirazione", mentre Blades ammise che aveva iniziato la sua carriera copiando lo stile e il tono di Feliciano.

## Artisti collegati
- Fania All-Stars
- Salsa Giants
- Jimmy Sabater
- Joe Cuba
- Eddie Palmieri
- Tito Puente

## Discografia

### Col Joe Cuba Sextet
- Cha Cha Cha's To Soothe The Savage Beast (1958)
- Steppin' Out (1962)
- Hangin' Out (1963)
- Diggin' the Most (1963)
- El Alma Del Barrio (1964)
- We Must Be Doing Something Right (1965)
- Comin' at You (1965)
- Bailadores (1965)
- Red Hot and Cha Cha (1966)

### Con Eddie Palmieri
- Champagne (1968);
- Eddie Palmieri (1981)

### Solo
- Cheo (1971)
- La Voz Sensual de Cheo (1972)
- Felicidades (1973)
- With a Little Help from My Friend (1973)
- Looking for Love (1974)
- The Singer (1976)
- Mi tierra y yo (1977)
- Estampas (1979)
- Sentimiento, tú (1980)
- Profundo (1982)
- Regresa el amor (1985)
- Sabor y sentimiento (1987)
- Te regalo mi sabor criollo (1987)
- Como tú lo Pediste (1988)
- Los Feelings de Cheo (1990)
- Cantando (1991)
- Motivos (1993)
- Soñar (1996)
- Un Solo Beso (1996)
- El Eterno Enamorado (1997)
- Cheo en Cuba (1997)
- Pinceladas Navideñas (1998)
- Una voz... Mil recuerdos (1999)
- En la Intimidad (2002)
- Romántico (2004)
- Navidad más excelente de Cheo Feliciano (2005)
- Pura salsa (2006)
- La herencia (2007)
- A Man And His Music (2009)
- Historia de la salsa (2009)

### Singoli popolari
- "A las Seis" (1962),
- "El Pito" (1967)
- "Busca lo Tuyo" (1968), Eddie Palmieri
- "Anacaona" (1971)
- "Mi Triste Problema" (1971)
- "Salomé" (1973)
- "Nabori" (1973)
- "Mapeye" (1973)
- "El Ratón" (1974), Fania All Stars
- "Canta" (1976)
- "Los Entierros" (1979)
- "Amada Mía" (1980)
- "Juan Albañil" (1980)
- "Sobre Una Tumba Humilde" (1980)
- "Ritmo Alegre" (1981), Eddie Palmieri
- "Trizas" (1982)
- "Yo No Soy Un Ángel" (1991)
- "Mentiras" (1991)

## Premi e riconoscimenti
- 1975 - The Golden Cup - Venezuela
- 1976 - "Most Popular Artist" by Latin New York magazine
- 1977 - Daily News Front Page Award for "Best Latin Vocalist"
- 1985 - Owl of Gold (Panama); The Silver Chin Award (Miami, Florida)' Golden Agueybana Award (Puerto Rico)
- 1983 & 1984 - Honorable Son of Ponce
- 1999 - A tribute in his honor from the Puerto Rican Senate
- 2008 - June 20 declared Cheo Feliciano Day in New York City
- 2008 - Grammy for Excellence in Music at the Latin Grammy Awards
- In Ponce, he is recognized at the Park for the Illustrious Ponce Citizens.[24]